# Войтюк, Александр Аркадьевич
Александр Аркадьевич Войтюк (род. 12 февраля 1980, Москва) — российский артист балета и педагог, солист балета Большого театра

## Биография
в 1998 году окончил Московскую государственную академию хореографии с красным дипломом и был приглашен в труппу Большого театра. В 2002 году окончил институт Московской государственной академии хореографии по специальности педагог-репетитор. В настоящее время является солистом балета Большого театра. Занимается под руководством педагога-репетитора Бориса Акимова. Исполнитель ведущих партий в балетах «Жизель», «Сильфида», «Чиполлино», «Эсмеральда» . Имеет обширный концертный репертуар. Постановщик шоу Lady Gaga в Лос-Анджелесе в 2009 году. Режиссёр-постановщик шоу программ компаний «Bosco», «Ренессанс групп»,"BMW", «Jonny Walker». Хореограф — постановщик в сериалах «Небо в огне», «В лесах и на горах», «Купидон», а также драматического спектакля «По дороге в Канн». В сезоне 2016—2017 хореограф-репетитор Олимпийских чемпионов по фигурному катанию К.Столбовой, Ф.Климова. Член жюри конкурсов «Салют Талантов»,"Дивертисмент" и «Культурные сезоны». В 2020 приглашённый педагог в Московском Государственном театре балета классической хореографии «La classique».С 2021 педагог-репетитор в Молодёжной балетной программе Большого театра.

## Репертуар вБольшом театре
- 1998 — «Чиполлино», балетмейстер Генрих Майоров — Полицейские
- 1999 — «Жизель», редакция Владимира Васильева — Па д’аксьон
- 1999 — «Агон», балетмейстер Дж. Баланчин — второе па де труа
- 1999 — «Бессонница», балетмейстер Александр Петухов — Черный человек-первый исполнитель
- 2000 — «Дочь фараона», балетмейстер Пьер Лакотт — вторая вариация в па д’аксьон
- 2000 — «Щелкунчик», балетмейстер Юрий Григорович — финальный вальс и апофеоз,Французская кукла
- 2001 — «Сильфида», хореография Августа Бурнонвиля, постановка Эльзы Марианны фон Розен — Юноши
- 2001 — «Пасскалья», балетмейстер Ролан Пети — партия в балете был в числе первых исполнителей в Большом театре
- 2002 — «Тщетная предосторожность», хореография Фредерика Аштона, постановка Александра Гранта — Крестьянин с флейтой — первый исполнитель
- 2002 — «Легенда о любви», балетмейстер Юрий Григорович — Друзья Ферхада
- 2003 — «Чиполлино», балетмейстер Генрих Майоров — Граф Вишенка
- 2003 — «Светлый ручей», балетмейстер Алексей Ратманский — Тракторист первый исполнитель, Кубанец
- 2003 — «Раймонда», редакция Юрий Григорович — Гран Па,Бернар
- 2004 — «Симфония до мажор», хореография Джорджа Баланчина — Две пары в I части
- 2004 — «Жизель», редакция Юрий Григорович — вставное па де де
- 2005 — «Болт», балетмейстер Алексей Ратманский — Федор Пива
- 2005 — «Треуголка», хореография Леонида Мясина — хота
- 2006 — «Золушка», балетмейстер Юрий Посохов — друзья Принца,солисты вальса был в числе первых исполнителей этого балета
- 2006 — «Золотой век», балетмейстер Юрий Григорович — Газетчик
- 2006 — «Анюта», балетмейстер Владимир Васильев — два офицера
- 2008 — «Дочь фараона», балетмейстер Пьер Лакотт — Черный невольник
- 2008 — «Пламя Парижа», балетмейстер Алексей Ратманский с использованием хореографии Василия Вайнонена — марсельский танец
- 2008 — «Сильфида», хореография Августа Бурнонвиля, редакция Йохана Кобборга — Гурн
- 2008 — «Щелкунчик», балетмейстер Юрий Григорович — Испанская кукла
- 2009 — «Жизель», редакция Юрий Григорович — Ганс
- 2009 — «Баядерка», редакция Юрий Григорович — Толорагва
- 2009 — «Эсмеральда», хореография Агриппины Вагановой — Гренгуар
- 2010 — «Щелкунчик», балетмейстер Юрий Григорович — Индийская кукла
- 2011 — «Утраченные иллюзии», балетмейстер Алексей Ратманский — друзья Люсьена-участник премьеры
- 2012 — «Иван Грозный», балетмейстер Юрий Григорович — Скоморохи
- 2012 — «Мойдодыр», балетмейстер Юрий Смекалов — Грамматика
- 2012 — «Жизель», редакция Юрий Григорович — Вильфрид
- 2012 — «Жизель», редакция Владимир Васильев — Вильфрид
- 2013 — «Сильфида», хореография Августа Бурнонвиля, редакция Йохана Кобборга — два друга
- 2013 — «Марко Спада», хореография Пьера Лакотта, — арлекины
- 2014 — «Спящая красавица», хореография Мариуса Петипа, новая хореографическая редакция Юрия Григоровича — принцы-претенденты на руку Авроры
- 2014 — «Дама с Камелиями», хореография Дж. Ноймайера, — Герцог первый исполнитель в Большом театре
- 2014 — «Легенда о любви», балетмейстер Юрий Григорович — офицеры
- 2015 — «Гамлет», в постановке Д. Доннеллана и Р. Поклитару — семь двойников Клавдия- участник премьеры
- 2015 — «Дон Кихот», редакция Алексея Фадеечева — Гамаш
- 2016 — «Золотой век», балетмейстер Юрий Григорович — два подгулявших нэпмана
- 2017 — «Золотой век», балетмейстер Юрий Григорович — матрос
- 2017 — «Раймонда», редакция Юрий Григорович — сарацинский танец
- 2018 — «Петрушка», хореография Э.Клюга — молодые купцы- участник мировой премьеры
- 2019 — «Зимняя сказка», хореография К. Уилдона — Стюард — первый исполнитель в Большом театре
- 2019 — «Пламя Парижа», балетмейстер Алексей Ратманский с использованием хореографии Василия Вайнонена — Людовик XVI
- 2020 — «Жизель», редакция Алексей Ратманский — Вильфрид

## Фильмография
- 2001 — «Жизель» — Па д’аксьон
- 2003 — «Светлый ручей» — Тракторист
- 2006 — «Болт» — Федор Пива
- 2012 — «Светлый ручей» — Тракторист
- 2013 — «Баядерка» — Толорагва
- 2014 — «Щелкунчик» — Индийская кукла
- 2015 — «Иван Грозный» — Скоморохи
- 2017 — «Большой» — артист балета
- 2019 — «Петрушка» — Молодые купцы